# Henrik Skram
Henrik Asbjørn Skram (* 1973 in Norwegen) ist ein norwegischer Komponist.

## Leben
Henrik Skram ist der Sohn des Opernsängers Knut Skram und der Balletttänzerin Hanne Skram. Seine Cousine ist die Songwriterin Eva Weel Skram. Er erlernte Piano und Komposition bereits während seiner Jugend. Nach seinem Schulabschluss studierte er klassische Komposition an der Guildhall School of Music and Drama in London. Mit dem von Eva Sørhaug inszenierten Drama 90 minutter debütierte er 2012 als Komponist für einen Langspielfilm. Dafür wurde er 2013 für die Beste Musik für den norwegischen Nationalfilmpreis Amanda nominiert.

## Filmografie (Auswahl)
- 2012: 90 minutter
- 2013: Den som söker
- 2014: Amnesia
- 2014: Ballett Boys (Ballettguttene)
- 2016: Tordenskjold & Kold
- 2016: Alt det vakre
- 2016: Schneewelt – Eine Weihnachtsgeschichte (Snøfall, Fernsehserie, 24 Folgen)
- 2022: Rose – Eine unvergessliche Reise nach Paris (Rose)